# Loomis (Nebraska)
Loomis es una villa ubicada en el condado de Phelps en el estado estadounidense de Nebraska. En el Censo de 2010 tenía una población de 382 habitantes y una densidad poblacional de 448,3 personas por km².

## Geografía
Loomis se encuentra ubicada en las coordenadas 40°28′42″N 99°30′28″O / 40.47833, -99.50778. Según la Oficina del Censo de los Estados Unidos, Loomis tiene una superficie total de 0.85 km², de la cual 0.85 km² corresponden a tierra firme y (0%) 0 km² es agua.

## Demografía
Según el censo de 2010, había 382 personas residiendo en Loomis. La densidad de población era de 448,3 hab./km². De los 382 habitantes, Loomis estaba compuesto por el 96.6% blancos, el 0% eran afroamericanos, el 1.05% eran amerindios, el 0.26% eran asiáticos, el 0.26% eran isleños del Pacífico, el 0.52% eran de otras razas y el 1.31% pertenecían a dos o más razas. Del total de la población el 3.93% eran hispanos o latinos de cualquier raza.